# ميشيل تشوسودوفسكي
ميشيل تشوسودوفسكي المولود في 1946 هو مؤلف واقتصادي كندي. أستاذ الاقتصاد في جامعة أوتاوا ورئيس ومنشئ مركز أبحاث العولمة. عمل كمستشار اقتصادي لعدة حكومات دول نامية ومستشارا لمؤسسات دولية عديدة؛ منها: برنامج الأمم المتحدة الإنمائي،البنك الأفريقي للتنمية،معهد الدول الأفريقية المتحدة للتنمية الاقتصادية والتخطيط ، صندوق الأمم المتحدة للسكان، منظمة العمل الدولية، منظمة الصحة العالمية، ومفوضية الأمم المتحدة الاقتصادية لدول أمريكا اللاتينية والكاريبي.

## السيرة الذاتية
تشوسودوفسكي، هو ابن مهاجر روسي يهودى يدعى يفچيني تشوسودوفسكي والذي عمل كأكاديمي ودبلوماسي بالأمم المتحدة، ووالدته: راشيل سوليڤان، أيرلندية بروتستانتية.
-تخرج في جامعة مانشستر بإنجلترا.
-حصل على الدكتوراه من جامعة نورث كارولينا بالولايات المتحدة الأمريكية.
-إلتحق بجامعة أوتاوا في العام 1968.
-كان أستاذاً زائراً في الجامعة البابوية الكاثوليكية في تشيلي من عام 1970 حتى عام 1973 خلال حكم حكومة سلڤادور ألليندي؛ كانت آثار ما بعد الانقلاب العسكري الذي قام به بعد ذلك الجنرال أوجستو بينوشيه من سياسات، هي التي أثارت اهتمامه وأسماها (القمع الاقتصادي).
من هذه الآثار والتدابير، ما قامت به حكومة بينوشيه حيث ضاعفت سعر الخبز أربع مرات، من هنا بدأ تشوسودوفسكي في دراسة الآثار الاجتماعية لهذا الأمر انتهاءاً لما قامت به الحكومة من قمع سياسي تقليدي.
بعد ذلك قام بدراسة سياسات اقتصادية مماثلة في عدد كبير من الدول، والتي كانت غالباً مشتركة في برامج صندوق النقد الدولي و/أو البنك الدولي.
-أحد الاستنتاجات التي توصل لها تشوسودوفسكي أن ”الملاذات الضريبية" في وجود عالم من سهولة الحركة المتزايدة لرأس المال، قد سهلت بشكل كبير من تلويث الاقتصاد العالمي ب "أموال الجريمة المنظمة" من خلال سيولة حركة كميات كبيرة من "أموال المخدرات" وغيرها من أشكال التمويل غير الشرعي والأموال القذرة.
(إن الاستنزاف الحاصل لمليارات الدولارات بشكل درامي من رأس المال العابر للدول، يقلص من عائدات الضرائب على رأس المال، ويشل حركة البرامج الاجتماعية، ويزيد من عجز الموازنة، ويحفز على تراكم الكثير من الديون العامة).
-كتب تشوسودوفسكي عام 1993 مقالاً في جريدة (نيويورك تايمز) يقول فيه إن سياسات بوريس يلتسين الليبرالية الإصلاحية الجديدة، والمتجهة نحو الخصخصة ستقود إلى كارثة.
-وقد شارك أيضاً بمساهاماته مع جريدة (لوموند ديبلوماتيك) الفرنسية ومؤخراً مع قناة (آر تي) وتم استضافته بشكل متكرر في قناة (برس تي ڤي) الإيرانية.
-تم استضافة تشوسودوفسكي في الفيلم الوثائقي (The Wight of Chains) والذي تم تحت رعاية مركز ابحاث العولمة من ضمن رعاة آخرين.
في عام 2014 حصل على (الميدالية الذهبية للتفوق) من حكومة صربيا.

## مركز أبحاث العولمة
في العام 2001، أنشأ تشودوسوفسكي مركز أبحاث العولمة وأصبح هو مدير ومحرر المركز، القائم في مونتريال، كندا.
-يصف المركز نفسه بأنه (مركز مستقل للأبحاث والإعلام) الذي يقدم (تحليلاً للمشاكل التي تتم تغطيتها من قبل التيار السائد في الإعلام)
-يقدم المركز موقع إنترنت بعدة لغات منها الإنجليزية globalresearch.ca
وقد انتقد الموقع وزارة الخارجية الأمريكية وحلف الناتو كما انتقد التفسير الرسمي لهجمات الحادي عشر من سبتمبر 2001 والحرب على الإرهاب.
-في مقالة منشورة في يناير 2012، وسم الجيش السوري الحر بأنه (صنيعة الناتو بحكم الأمر الواقع)
-حسب جريدة (الجارديان) فإن مجموعة من رسائل البريد الإلكتروني المسربة من وإلى الرئيس السوري (بشار الأسد) من خلال حسابه الخاص، تتضمن رسالة من والد زوجته (فواز الأخرس) يستشهد بادعاءات تشوسودوفسكي ويسأل (الأسد) عن مدى صحتها.
-إدعى تشوسودوفسكي أن مقتل العديد من المتظاهرين المطالبين بالانضمام للإتحاد الأوروبي في أوكرانيا قد «قتلوا بواسطة عناصر جماعة النازي الجديد» وذلك«لتقويض شرعية الحكومة المنتخبة هناك».

## الانتقادات الموجهه له
في كتابه الصادر سنة 2000 المسمى «البوسنة، كوسوڤا والغرب» أشار (مايك كارادجيس) إلى تشوسودوفسكي على أنه يدافع بشكل قوي ومعروف عن نظام ميلوسيفتش.
-في وقت حرب كوسوفو اتهم (كارادجيس) تشودوسوفسكي بتكوين وجهات نظر شديدة الثقة من أنصاف الحقائق، والإدعاءات والإتهامات الموجهة ل (جيش تحرير كوسوفو) KLA ، باستخدام أموال المخدرات، والذي قال إنها ادعاءات لتشويه سمعة KLA
-اتهم (تيري جالفين) تشوسودوفسكي في مقال بجريدة (ناشيونال بوست) بترديد ادعاءات ودعايات البعثيين،
وقد اقتبس (جالفين) توصيف تشوسودوفسكي للثورة السورية بأنها ثورة للإسلاميين والسلفيين وأيضاً مسلحي الإخوان المسلمين وفرق الموت المدعومة مباشرة من تركيا وإسرائيل.
-في مقالة بجريدة (المنبر اليهودي) الأسبوعية الفضائحية الكندية، انُتقدَ الموقع الإلكتروني لمركز أبحاث العولمة على أنه: ينشر «نظرية معاداة اليهود وانكار الهولوكوست».
أنكر ميشيل تشودوسوفسكي هذه الإدعاءات بناءاً على كونه رجل يهودي لا يمكن أن يقبل بنظريات معاداة السامية على موقعه الإلكتروني.
في نفس المقال قيل إن مؤسسة (بنعاي بيريث) اليهودية الكندية أرسلت خطاباً لجامعة أوتاوا تطلب من الجامعة التحري عن هذا الموقع المعادي لليهود.
-في عام 2006 وفي مقالة بجريدة (ويسترن ستاندارد) الكندية المحافظة كتبها (تيري أونيل) وصف فيها تشوسودوفسكي أنه من بين أكثر أساتذة كندا جنوناً، والذين تتعدى سخافاتهم كل زملاءهم والذين يتبنون ويروجون لنظريات سخيفة وغير ذات قيمة أو متعصبة.
أشيع عنه أنه قال أن الولايات المتحدة كانت على علم مسبق بهجمات الحادي عشر من سبتمبر وفيضان تسونامي في المحيط الهندي 2004، وذلك لأن واشنطن لديها أسلحة تؤثر في المناخ وتتلاعب به حسب زعمه وأن الهيئات البنكية الكبيرة هي السبب في انهيار الاقتصادات الأصغر، وقد وصفه (أونيل) أنه يغلب على كلامه نظريات مجنونة وليس كلام علمي جدي وموثق.

## وصلات خارجية
- ميشيل تشوسودوفسكي على موقع IMDb (الإنجليزية)
- ميشيل تشوسودوفسكي على موقع قاعدة بيانات الفيلم (الإنجليزية)